# 1933

## Події
- Зима — пік Голодомору, масового штучного голоду, який радянська влада найбільш жорстко впроваджувала в Україні (Українська СРР), на Кубані та в Казахстані (Казакська АСРР).
- 5 січня — почато зведення мосту «Золоті Ворота» в Сан-Франциско.
- 16 листопада — СРСР та США встановили дипломатичні відносини.

### Політика
- 30 січня до влади в Німеччині прийшов Адольф Гітлер.
- 11 березня — в Німеччині, штурмовики «SA» (Sturm Abteilung) чинять погроми бізнесів, які належать євреям.
- 20 березня — біля Мюнхену побудовано перший в Німеччині концтабір — Дахау. Перші його мешканці — опозиціонери уряду.
- 24 березня — німецьким парламентом ухвалено закон, що дозволяв Гітлеру видавати закони без перегляду їх парламентом.
- 26 березня — Гітлер закликав бойкотувати бізнеси євреїв.
- 1 квітня — почався бойкот бізнесів євреїв у Німеччині.
- 21 квітня — вбивство тварин за єврейською традицією заборонено в Німеччині.

### Аварії й катастрофи
- 10 липня — Китайський пароплав Тунан (Toonan) зіткнувся біля Шантунга з японським пароплавом (Choshun Maru) і затонув. Загинуло 168 чоловік.

### Наука
- Вперше спостерігалося виштовхування магнітного поля надпровідником (ефект Мейснера).

## Народились
- 14 січня — Наталія Наум, українська актриса.
- 22 січня — Анатолій Мокренко, український оперний співак.
- 24 січня — Євген Дудар, український письменник-сатирик, публіцист.
- 4 лютого — Ігор Кваша, російський актор, телеведучий.
- 13 лютого — Лев Перфілов, український актор.
- 18 лютого — Сер Боббі Робсон, англійський футболіст і тренер.
- 18 лютого — Йоко Оно, японська художниця, співачка.
- 20 лютого — Юхим Звягільський, український державний діяч, народний депутат І—VIII скликань.
- 26 лютого — Любомир Гузар, глава Української греко-католицької церкви.
- 14 березня — Майкл Кейн, англійський актор.
- 28 березня — Юрій Шухевич, український політичний діяч, народний депутат України VIII скликання, член Української Гельсінської групи.
- 9 квітня — Джан Марія Волонте, італійський кіноактор.
- 9 квітня — Жан-Поль Бельмондо, французький актор театру і кіно.
- 12 квітня — Монсеррат Кабальє, іспанська оперна співачка.
- 15 квітня — Борис Стругацький, російський письменник-фантаст.
- 2 травня — Галина Гаркавенко, українська художниця-графік.
- 3 травня — Джеймс Браун, співак.
- 12 травня — Андрій Вознесенський, російський поет.
- 21 травня — Моріс Андре, французький класичний сурмач.
- 23 травня — Джоан Коллінз, акторка.
- 29 травня — Леонід Каневський, кіноактор.
- 31 травня — Георгій Бурков, російський кіноактор.
- 7 червня — Аркадій Арканов, російський письменник-сатирик.
- 20 червня — Денні Аєлло, актор.
- 9 липня — Елем Климов, російський кінорежисер.
- 9 липня — Зінаїда Кирієнко, акторка.
- 18 липня — Євген Євтушенко, російський поет, кінорежисер, письменник, актор.
- 21 липня — Джон Гарднер, американський письменник.
- 16 серпня — Анатолій Авдієвський, український хоровий диригент, композитор. Народний артист України.
- 18 серпня — Бела Руденко, українська оперна співачка.
- 18 серпня — Роман Поланський, актор, режисер.
- 22 серпня — Сільва Кошина, італійська акторка.
- 12 вересня — Тетяна Дороніна, російська акторка театру і кіно.
- 13 жовтня — Марк Захаров, російський письменник, театральний і кінорежисер.
- 27 жовтня — Гаррінча, бразильський футболіст.
- 3 листопада — Джон Баррі, англійський композитор, автор музики до «Бондіани».
- 19 листопада — Ларрі Кінг, американський радіо- і телеведучий, журналіст.
- 8 грудня — Лев Борисов, російський актор.
- 19 грудня — Галина Волчек, російська акторка і театральний режисер.
- 23 грудня — Акіхіто, імператор Японії.
- 31 грудня — Семен Фарада, російський кіноактор.

## Померли
- 15 грудня — Порфирій Денисович Мартинович, український живописець, графік, фольклорист і етнограф
- 13 квітня — Ерастов Степан, український письменник і громадсько-політичний діяч на Кубані (* 1 січня 1857 р.).

## Нобелівська премія
- з фізики: Ервін Шредінгер і Поль Дірак — «За відкриття нових продуктивних форм атомної теорії»
- з хімії: Премію не присуджували
- з медицини та фізіології: Томас Гант Морган — «За відкриття, пов'язані з роллю хромосом у спадковості»
- з літератури: Іван Бунін
- премія миру: Ральф Норман Енджелл — «За пропаганду миру»